# Мачехин Конец
Мачехин Конец — деревня в Калининском районе Тверской области. Относится к Славновскому сельскому поселению.

## География
Расположена к северу от города Тверь, в 10 км от автодороги «Тверь—Бежецк».
К югу от деревни — торфоразработки, к востоку — большое болото Оршинский Мох. Со всех сторон окружена лесом.
На старых картах к югу от деревни находилось большое озеро Воршино, осушенное в результате торфоразработок.

## История
В Списке населенных мест 1859 года в Тверском уезде значится владельческая деревня Конец (Мачихин Конец) при реке Орше; 7 дворов, 67 жителей.
Во второй половине XIX — начале XX века деревня Мачихин Конец относилась к Богоявленскому приходу Арининской волости Тверского уезда, в 1886 году 21 двор, 105 жителей
С 1935 по 1956 год деревня относится к Кушалинскому району Калининской области. С 1956 года — в составе Калининского района, в 1970-80-е годы в составе совхоза «Смена».

## Население
| 1859 | 1886 | 2010 |
| ---- | ---- | ---- |
| 67   | ↗105 | ↘0   |

С 1980-х годов деревня не имеет постоянного населения, в ней десяток домов, принадлежащих наследникам и дачникам.